# Ormosia kamikochiae
Ormosia kamikochiae is een tweevleugelige uit de familie steltmuggen (Limoniidae). De soort komt voor in het Palearctisch gebied.